# Édgar Hernández
Édgar Hernández (8 giugno 1977) è un ex marciatore messicano.

## Palmarès
| Anno | Manifestazione | Sede     | Evento       | Risultato | Prestazione | Note                                     |
| ---- | -------------- | -------- | ------------ | --------- | ----------- | ---------------------------------------- |
| 2001 | Mondiali       | Edmonton | Marcia 50 km | Bronzo    | 3h46'12"    |                                          |
| 2011 | Mondiali       | Taegu    | Marcia 50 km | 17º       | 3h54'46"    | Miglior prestazione personale stagionale |